# Songs of the Lost
Songs of the Lost peti je studijski album hrvatskog gothic metal-sastava Ashes You Leave. Album je 12. listopada 2009. godine objavila diskografska kuća Sleaszy Rider Records.

## Popis pjesama
| 1.    | »Apathy Overdose«                     | 4:42 |
| 2.    | »The Feast«                           | 4:48 |
| 3.    | »Stranded«                            | 6:00 |
| 4.    | »The Song of the Lost«                | 4:01 |
| 5.    | »Every You Every Me« (obrada Placeba) | 5:24 |
| 6.    | »Taints«                              | 5:11 |
| 7.    | »Losing Fate«                         | 4:54 |
| 8.    | »Where the Pain Is«                   | 5:50 |
| 9.    | »Soul of Ice«                         | 3:34 |
| 44:24 |                                       |      |

## Zasluge
Ashes You Leave
- Tamara Mulaosmanović – vokali, klavijature
- Berislav Poje – vokali, solo gitara
- Marta Batinić – violina
- Matija Rempešić – ritam gitara
- Luka Petrović – vokali (na pjesmi 9), bas-gitara

Dodatni glazbenici
- Igor Malobabić – bubnjevi

Ostalo osoblje
- Matej Zec – produkcija, snimanje
- Roger Čingrija – produkcija, snimanje
- Dalibor Sterniša – miksanje, mastering
- Ivan Tomáško – logotip
- Marko Petrović – logotip, simbol
- Kristijan Vučković – fotografija
- Andreas Söderlund – naslovnica, ilustracije, dizajn